# Офра Хаза
Офра Хаза (на иврит: עפרה חזה, на арабски: عفرة حزة) е певица от Израел.
Офра Хаза е деветото и най-малко дете на йеменско-еврейски заселници в бедното югозападно предградие Sch'chunat HaTikva на Тел Авив. Тя е на 12 години, когато откриват таланта ѝ да пее. С годините се развива от второстепен актьор в театъра до една от най-обичаните певици в Израел и света. Печели много награди и четири пъти е „певица на годината“ в Израел. Заради произхода и социалния си статус среща много трудности. Така например, между 70-те и 80-те години, много продуценти отказват да работят с нея. Въпреки това, Хаза издава музикални албуми.
През 1979 г. е филмовият ѝ дебют в главната роля в израелския игрален филм „Пътят нагоре“.
През 1983 г. представя Израел на Песенния конкурс „Евровизия“ и получава второ място с песента Chai. Офра композира по-късно песни за албуми и филмова музика.
През следващата година, на пазара излиза албумът ѝ „Yemenite Songs“, който достига до Европа и там, особено във Великобритания, се продава изключително успешно. Офра Хаза е приета с възторг от критиците. Това е началото на интернационалната ѝ кариера.
През пролетта на 1988 г. с песента „Im Nin’alu“ постига следващия си чарт-успех, стигнал в Германия до Хит номер 1. Продавани са до 15 000 копия на ден.
През лятото на 1988 г. следва хитът „Galbi“. С него тя става за мнозина синоним за ориенталска и израелска поп-музика.
През 1992 г. албумът ѝ „Kirya“ е номиниран за награда Grammy.
През 1997 г. се омъжва за бизнесмена Дорон Ашкенази, но бракът трае само 2 години. Офра Хаза умира на 23 февруари 2000 г. след тежък грип от ХИВ-инфекция. Погребана е тържествено на 24 февруари 2000 г. в северен Тел Авив.

### Албуми
- 1974 · Ahava Rishona (+ Shchunat Ha'Tikva Workshop Theater)
- 1976 · Ve-Chutz Mizeh Hakol Beseder (+ Shchunat Ha'Tikva Theater)
- 1977 · Atik Noshan (+ Shchunat Ha'Tikva Workshop Theater)
- 1979 · Song Of Songs With Fun (Shir ha'Shirim be'Sha'ashu'im) (+ Shchunat Ha'Tikva Workshop Theater)
- 1980 · About Our Loves ('Al Ahavot Shelanu)
- 1981 · Let's Talk (Bo Nedaber)
- 1982 · Temptations (Pituim)
- 1982 · Songs For Children (Li'Yladim)
- 1983 · Chai (Lebendig)
- 1983 · Shirey Moledet A
- 1984 · A Place For Me (Bait Cham)
- 1984 · Yemenite Songs (Shirey Teyman)
- 1985 · Earth (Adama)
- 1986 · Shirey Moledet B
- 1986 · Broken Days (Yamim Nishbarim)
- 1987 · The Golden Album (Albom ha'Zahav)
- 1987 · Shirey Moledet C
- 1987 · Fifty Gates Of Wisdom
- 1987 · Yemenite Songs
- 1988 · Shaday
- 1989 · Desert Wind
- 1992 · Kirya
- 1994 · My Soul (Kol ha'Neshama)
- 1997 · Ofra Haza
- 1998 · LIVE @ Montreux Jazz Festival
- 2001 · Greatest Hits Vol. 1
- 2005 · Greatest Hits Vol. 2
- 2008 · Forever Ofra Haza – Her Greatest Songs Remixed
- 2008 · Ofra Haza live in Montreux Jazz Festival